# 国道25号線 (韓国)
国道25号線(昌原-淸州線、ハングル: 국도 제25호선)は慶尚南道昌原市鎮海区3号広場交叉路から忠清北道清州市上党区を繋ぐ総延長318.8kmの大韓民国の一般国道である。

## 歴史
- 1971年8月31日 : 一般国道路線指定令により国道第25号線昌原-淸州線になる。

## 通過する自治体
- 慶尚南道
  - 昌原市 鎮海区 - 昌原市 城山区 - 昌原市 義昌区 - 金海市 - 昌原市 義昌区 - 密陽市
- 慶尚北道 (大邱以南)
  - 清道郡 - 慶山市
- 大邱広域市
  - 寿城区 - 東区 - 北区 - 西区 - 北区
- 慶尚北道 (大邱以北)
  - 漆谷郡 - 亀尾市 - 漆谷郡 - 亀尾市 - 義城郡 - 尚州市
- 忠清北道
  - 報恩郡 - 清州市 上党区

## 交差する道路
高速道路
- 南海高速道路
- 唐津-盈徳高速道路
- 中部内陸高速道路
- 中央高速道路
- 尚州-永川高速道路（朝鮮語版）[1]
- 大邱外郭循環高速道路（朝鮮語版）

国道
- 国道2号線
- 国道3号線
- 国道4号線
- 国道5号線
- 国道14号線 (韓国)
- 国道17号線 (韓国)
- 国道19号線 (韓国)（朝鮮語版）
- 国道20号線 (韓国)
- 国道24号線 (韓国)
- 国道33号線 (韓国)
- 国道36号線 (韓国)（朝鮮語版）
- 国道37号線 (韓国)（朝鮮語版）
- 国道58号線 (韓国)（朝鮮語版）
- 国道59号線 (韓国)（朝鮮語版）
- 国道67号線
- 国道77号線